# کیتی بال
کیتی بال (به انگلیسی: Catie Ball) (زادهٔ ۳۰ سپتامبر ۱۹۵۱) شناگر اهل ایالات متحده آمریکا است.